# Phytomonas
Genre
Phytomonas est un genre de la famille des Trypanosomatidae.
Ce genre regroupe de façon artificielle toutes les espèces parasites qui ont été isolées à partir de plantes, malgré leur grande diversité biologique et moléculaire. On en distingue trois groupes selon les tissus et organes végétaux qui sont colonisés : laticifères, phloème et fruits.
Les espèces de Phytomonas qui colonisent le phloème sont ceux qui ont le plus grand pouvoir pathogène ; ils sont responsables de maladies des plantes endémiques d'Amérique du Sud et des Antilles, comme la maladie dite «  Hartrot du cocotier » (Phytomonas staheli), la marchitez du palmier à huile (Phytomonas staheli), la nécrose du phloème du caféier (Phytomonas leptovasorum) et le dépérissement de l'Alpinia purpurata.
D'autres espèces vivent dans les laticifères de nombreuses espèces de plantes, en général sans effet pathogène, toutefois des espèces de Phytomonas pourraient être responsables de la « maladie des racines creuses du manioc » (Manihot esculentis) signalée au Brésil.
Une espèce de Phytomonas, baptisée Phytomonas serpens, a été également isolée sur des fruits, notamment des tomates. L'infection reste cependant localisée autour des points d'inoculation dus aux insectes.
Les vecteurs de ces trypanosomes sont des punaises appartenant aux super-familles des Lygaeoidea, Coreoidea, Pentatomoidea et Pyrrhocoroidea.

## Liste d'espèces
Selon AlgaeBase (6 mars 2019) :
- Phytomonas davidii (Lafont) Wenyon (Sans vérification)
- Phytomonas leptovasorum Stahel (Sans vérification)
- Phytomonas tirucalli Reichenow (Sans vérification)

Selon BioLib (6 mars 2019) :
- Phytomonas characias
- Phytomonas elmassiani (Migone, 1916) Wenyon, 1926
- Phytomonas françai Aragão, 1931
- Phytomonas leptovasorum Stahel, 1930
- Phytomonas nordicus Frolov Malysheva, 1993
- Phytomonas serpens (Gibbs, 1957)
- Phytomonas staheli McGhee & McGhee, 1979
- Phytomonas tirucalli Reichenow, 1940

Selon NCBI (6 mars 2019) :
- Phytomonas dolleti Teixeira & Camargo 2016
- Phytomonas francai Aragao 1927
- Phytomonas nordicus Frolov & Malysheva 1993
- Phytomonas oxycareni Votypka, Seward, Kment, Kelly & Lukes 2016
- Phytomonas serpens
- Phytomonas staheli

Selon World Register of Marine Species (6 mars 2019) :
- Phytomonas tirucalli Reichenow, 1940